# Wigmund av Mercia
Wigmund av Mercia, död 840, var en engelsk monark. Han var kung av Mercia 839–840. 